# Insuficiência venosa crónica
Insuficiência venosa crónica (IVC) é uma condição médica em que as válvulas das veias não funcionam corretamente, fazendo com que o sangue se acumule e exerça pressão nas paredes das veias. Os sintomas manifestam-se principalmente nas pernas e tornozelos. Os mais comuns são sensação de peso, dor, prurido, formigueiro, irritação da pele, edema (pernas inchadas) e varizes (dilatação das veias). Quando a doença não é tratada, a pressão faz com que as veias dilatem, rompendo os vasos capilares. Isto causa hiperpigmentação e fibrose da pele e tecidos subcutâneos. Entre as complicações graves da doença não tratada estão trombose venosa profunda, embolia pulmonar e úlceras varicosas  difíceis de tratar e vulneráveis a infeções.
As veias nas pernas transportam o sangue venoso de volta para o coração. Estas veias possuem válvulas que impedem o refluxo e asseguram que o sangue flui numa única direção. Na insuficiência venosa crónica, estas válvulas não funcionam corretamente, fazendo com que o sangue se acumule nas veias. Entre os fatores de risco da IVC estão o sexo feminino, idade superior a 50 anos, obesidade, gravidez, antecedentes familiares da doença, fumar e antecedentes de coágulos sanguíneos. A falta de exercício físico e permanecer sentado ou em pé por longos períodos de tempo aumenta a pressão nas veias e enfraquece as válvulas. As válvulas podem ainda ser danificadas por um coágulo sanguíneo numa veia profunda.
O diagnóstico de IVC tem por base os sintomas e os antecedentes clínicos. O diagnóstico pode ser complementado por um exame não invasivo denominado ecodoppler venoso, em que é colocado um dispositivo de ultrassons na pele que permite estimar a direção e velocidade do fluxo sanguíneo. Em alguns casos podem ser necessárias radiografias ou outros exames para descartar outras possíveis causas de edema.
O tratamento inclui alterações no estilo de vida, tratamento compressivo, medicamentos e cirurgia. As alterações no estilo de vida incluem a prática regular de exercício físico, evitar permanecer várias horas de pé ou sentado, caminhar, evitar a exposição solar prolongada e evitar roupa ou água excessivamente quentes e massajar as pernas de baixo para cima. Entre outras possíveis medidas estão preferir sapatos com salto de 3–4 cm, elevar os pés durante o sono e fazer uma alimentação rica em fibras. O tratamento compressivo consiste na utilização de meias de compressão ou ligaduras elásticas, disponíveis em várias classes de compressão. A compressão diminui o edema, o refluxo, o volume e a pressão venosa e está indicada no tratamento de úlcera venosa. No entanto, não atrasa a progressão da doença nem previne a recorrência de varizes. A cirurgia consiste na remoção ou laqueação das varizes ou da veia safena por ablação mecânica, térmica ou química. A abordagem convencional é o stripping venoso para remoção da veia safena. No entanto, tem-se vindo a tornar comum a ablação térmica por laser ou radiofrequência, procedimento minimamente invasivo feito com anestesia local, em que é inserida uma sonda que queima a veia safena. Entre as técnicas de ablação química está a escleroterapia.